# Cesta I. triedy 77
Die Cesta I. triedy 77 (slowakisch für ‚Straße 1. Ordnung 77‘), kurz I/77, ist eine Straße 1. Ordnung in der Slowakei. Sie befindet sich im Nordosten des Landes in den Landschaften Spiš (Zips) und Šariš und besteht aus zwei Teilen. Der erste Teil verbindet Spišská Belá mit Stará Ľubovňa und der zweite Teil Ľubotín mit Svidník über Bardejov.

## Verlauf
Die Straße beginnt in Spišská Belá an einer Kreuzung mit der Straße 1. Ordnung 66 und folgt zuerst dem Tal von Poprad Richtung Nordosten. Nach 10 km erreicht sie die Kleinstadt Podolínec und nach nächsten 15 km die Vororte von Stará Ľubovňa, wo der erste Teil endet.
Der zweite Teil beginnt bei Ľubotín, geht in Richtung Osten und folgt noch einmal für etwa 10 km wieder das Popradtal, bevor sie die nördlichen Ausläufer des Gebirges Čergov überquert und dabei die Grenze zu Polen kopiert. Anschließend erreicht die Straße das Topľatal. Nach etwa 25 km erreicht sie die Stadt Bardejov. Der Rest der Straße ist etwa 35 km lang und über den Nordhang der Ondavská vrchovina erreicht sie in einem Halbkreis die Stadt Svidník über Zborov, wo sie endet.

## Ausbau
Die I/77 ist zum größten Teil eine zweispurige, nicht richtungsgetrennte Straße, lediglich in Ortsgebieten von Bardejov und Svidník ist sie teilweise vierspurig ausgebaut.
Im August 2016 wurde die 5,3 km lange Südwestortsumgehung von Bardejov dem Verkehr freigegeben, die den Ortskern entlastet. Das Vorhaben wurde nach etwa anderthalb Jahren Bauzeit fertiggestellt und kostete etwa 33 Millionen Euro.